# Владимир Василев (критик)
Вижте пояснителната страница за други личности с името Владимир Василев.
Владимир Василев Матеев е български литературен и театрален критик. Пише и публикува свои статии в списанията „Мисъл“ и „Българска сбирка“. Основател и ръководител е на списание „Златорог“ от 1920 до 1944 година. В него публикува както критически материали за някои от най-видните ни творци като Антон Страшимиров, Йордан Йовков, Димчо Дебелянов, Пейо Яворов, Николай Лилиев, Боян Пенев, така и статии за тенденциите и насоките в развитието на съвременната ни литература.

## Биография
Владимир Василев е роден на 4 ноември 1883 г. в Бургас в семейството на читалищния деец и мирови съдия от Жеравна Васил Матеев и Мария хаджи Николова. Завършва класическия отдел на I мъжка гимназия в София през 1900 г. През 1904 г. завършва право в Софийския университет. В периода 1906 – 1907 г. работи в Университетската библиотека. След това работи като съдия в Радомир, Плевен и София. Заема поста подпредседател на апелативния съд. През Първата световна война е запасен капитан, адютант. За отличия и заслуги през втория период на войната е награден с орден „Свети Александър“. Четири пъти е директор на Народния театър в София от 1924 до 1938 г., с прекъсвания. Като директор на Софийската опера през 1939 г. уволнява известния баритон Христо Бръмбаров, което довежда до шумен обществен скандал и до оставката му.
Литературната си дейност започва с рецензии в сп. „Светлина“ (1900 г.) и „Българска сбирка“ (1904 г.). Сближава се с Пейо Яворов и останалите от кръга „Мисъл“, като сътрудничи на списание „Мисъл“. Сътрудничи и на сп. „Демократически преглед“ (1905 – 1914 г.).
От 1920 до 1943 г. е редактор на сп. „Златорог“ – едно от най-авторитетните периодични издания за българска литература, в което като сътрудници работят Георги Стаматов, Георги Райчев, Йордан Йовков, Николай Лилиев, Елисавета Багряна и др.
След 9 септември 1944 г. Владимир Василев е арестуван и изключен от Съюза на писателите.
| „                                                                              | Докато такива като Владимир Василев не излязат с публична самокритика за пакостното дело, което в течение на десетилетия са вършили в нашата литература, те не могат да имат нашето доверие | “ |
| Вълко Червенков пред събранието на писателите, членове на БКП на 28.12.1955 г. | |   |

През следващите години работи известно време като коректор, но много рядко е допускан да пише отново критически материали. Книга с негови произведения излиза едва през 1992 г.
Умира в София на 27 декември 1963 г., а некролог и произнасянето на прощални слова на погребението му са забранени от Политбюро на БКП.

## Памет
На Владимир Василев е наречена улица в София (Карта).

## Галерия
- Кръщелното свидетелство на Владимир Василев
- Василев и Пейо Яворов, 1912 г.
- Венчално свидетелство на Владимир Василев и Цвета Ленкова, 31 август 1919 г.
- Паметна плоча на фасадата на родния дом на В. Василев
- Домът на В. Василев на ул. „Булаир“ 7, Бургас

## За него
- Сава Василев, Литературният мит Владимир Василев. Велико Търново: Слово, 2000, 240 с.
- Владимир Василев – критикът, редакторът, естетът. Сборник. Под редакцията на Сава Василев. Велико Търново: Фабер, 2005.
- Белчева, Евелина, „Надгробно слово за Владимир Василев – 47 години post mortem. Още към мартирологията на българския дух“ (студия), в: Алманах за литература, наука и изкуство „Света гора“ (Издание на ВТУ „Св. св. Кирил и Методий“), 2012/2013, с. 494 – 525; сп. „Страница“, 2010, бр. 4, с. 129 – 148, 2010.
- Белчева, Евелина. „Портрет на критика като млад. Опит за реставрация по писма и спомени. сп. „Страница“, 2011, бр. 4, с. 145 – 181.
- Евелина Белчева. „Самотен в своето време. Вл. Василев или още към мартирологията на българския дух“, Век 21-прес, София, 2016.
- Евелина Белчева. „Самотен в своето време. Вл. Василев или още към мартирологията на българския дух“. Второ издание, допълнено с архивни снимки: СТИЛУЕТ, 2021.
- Евелина Белчева. „Златорожката връзка. Петър Динеков – Владимир Василев, два портрета в 73 неизвестни писма“, Гутенберг, 2017, 310 стр.
- Евелина Белчева. „Златорожката тайна. Вл. Василев в театъра на живота си“, Гутенберг, 2019, 340 стр.